# Le Plessis-Belleville
 Le Plessis-Belleville  es una población y comuna francesa, en la región de Picardía, departamento de Oise, en el distrito de Senlis y cantón de Nanteuil-le-Haudouin.

## Demografía
| 1,016 | 1,177 | 1,474 | 1,816 | 2,580 | 2,806 |
| Para los censos de 1962 a 1999 la población legal corresponde a la población sin duplicidades (Fuente: INSEE [Consultar]) |       |       |       |       |       |